# 紅葉山文庫

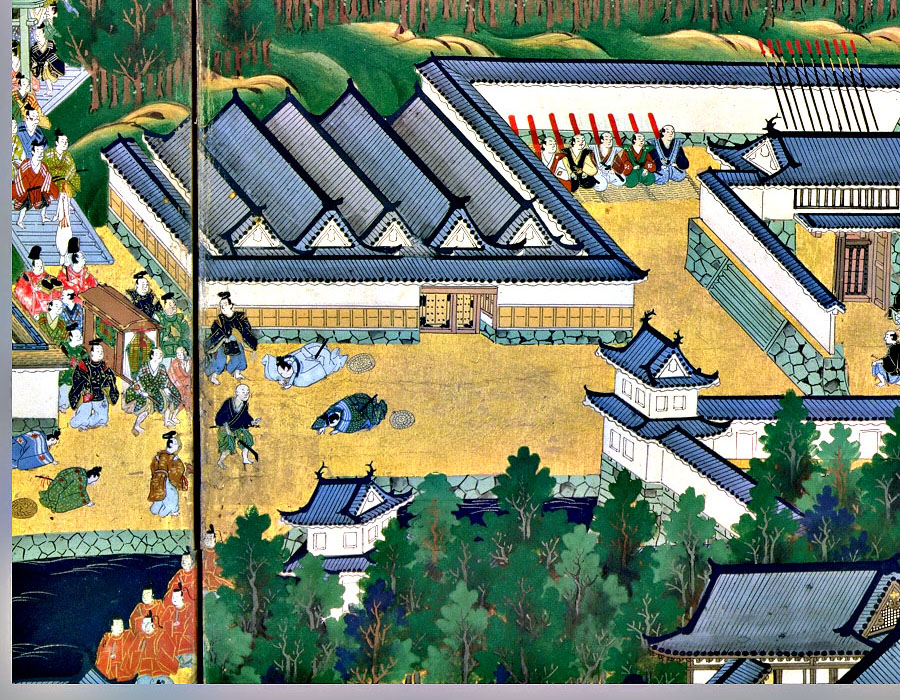
紅葉山文庫が入る蔵列（『江戸図屏風』）

紅葉山文庫（もみじやまぶんこ）は、江戸時代に幕府が江戸城内の紅葉山に設けていた文庫（現代における図書館）。
旧蔵書の大部分は明治政府に引き継がれて内閣文庫の一部となり、現在は一般公開されている。

## 概要
将軍のための政務・故実・教養の参考図書を用意すべく、江戸時代初期から設けられていたもので、その膨大な蔵書の蒐集・管理・補修・貸借および鑑定などは、若年寄配下の書物奉行が行った。将軍の利用を基本としたが、それだけでなく老中・若年寄はじめ幕府の諸奉行、学者、旗本、および一部の藩へも貸し出しを許可された（ただし書物奉行に申請する必要があった）。
なお、「紅葉山文庫」の名称は明治時代以降に用いられているもので、江戸時代には単に「御文庫」（ごぶんこ）と呼ばれたり、雅称として「楓山文庫」「楓山秘閣」などが用いられた。

## 歴史

### 富士見亭御文庫
江戸幕府成立以前の慶長7年（1602年）、徳川家康は江戸城本丸の南端にあった富士見の亭に文庫を建て、金沢文庫などの蔵書を収めさせた。また、慶長12年（1607年）に駿府城へ隠居した際は、蔵書の一部を持参して同城内にも文庫を設けている。
好学な性格であった家康は、古今の漢籍・和書を蒐集して書写や出版（伏見版・駿河版など）を行わせていたが、慶長19年（1614年）に駿府の蔵書のうち30部を江戸城の将軍・秀忠に贈った。元和2年（1616年）に家康が死去した際、江戸や駿府の蔵書は遺言に基づき将軍家・尾張家・駿府家（のち紀州家）の御三家に分配されたが、「日本の旧記及び希世の書冊は江戸へ献ずべし」との家康の遺志により、重要な書籍50部が選ばれ、以前の書物と合わせて富士見亭御文庫に収められた。これらを特に「駿河御文庫本」などと呼ぶ。

### 紅葉山への移設および増設
寛永10年（1633年）、富士見亭御文庫に書物奉行を設置し、蔵書の整理・保管や目録の編纂などを司らせることとした。同16年（1639年）7月、具足蔵（武器庫）とともに歴代将軍の霊廟があった江戸城内の紅葉山廟の隣に移された。翌年には会所・書庫各一棟が完成している。
宝永7年（1710年）6月には狭隘となった書物蔵を改築、翌正徳元年（1711年）には一棟を追加し、東西の書物蔵が揃う。
正徳3年（1713年）には前年に没した6代将軍・家宣が所蔵していた書籍が収められ（桜田御本）、さらに一棟追加されて「新御蔵」と呼ばれる。書物蔵は合計3棟となった。

### 吉宗による充実
8代将軍・吉宗は、就任後さっそく享保元年（1716年）6月に儒者の林家に命じて書籍目録を提出させ、常に座右に置いて頻繁に文庫から書を借りたという。また、吉宗時代には寺社奉行配下の青木昆陽による徳川家旧領の家蔵文書収集など、諸国に命じて集めさせた各地の古文書や、長崎奉行に命じて輸入させた新刊の漢籍（地方志・医書・随筆・詩文集）、さらに明末清初に隆盛した戯曲・通俗小説なども広く求め、収蔵させた。これら初版本は中国文学史研究、とくに『水滸伝』『西遊記』などの小説成立史の基本史料として、保存状態の良さと相まって現在に至るまで珍重されている。

### その後
文政11年（1828年）6月に豊後佐伯藩主・毛利高標が、8万冊に及ぶ自身の蔵書の中から2万冊もの書籍を献上した。これを収納するための新書庫が天保元年（1830年）12月に竣工し、書物蔵は4棟となった。
幕末の慶応2年（1866年）に書物奉行が廃止され、配下の書物方同心が昌平坂学問所に異動すると、紅葉山文庫は書庫と蔵書だけを残して、明治維新を迎えることになる。
維新後は、管轄する官署の度重なる変遷や明治6年（1873年）の皇居の火災を経て、明治17年に太政官の管轄になって宮城内の書庫に保存され、のちに内閣文庫に継承された。昭和46年（1971年）、国立公文書館の設置にともない、他の内閣文庫本とともに移管、一般公開された。

## 蔵書
蔵書は、家康の命で蒐集・書写された書物を基礎として、幕府が御書物師（文庫出入りの書店）を介して購入した図書や献上された官撰書（『本朝通鑑』『寛永諸家系図伝』『徳川実紀』など）、また諸藩の大名や林家からの献上本などにより構成された。特に文政11年（1828年）には、豊後佐伯藩主・毛利高標が2万冊もの書籍を献上している（前述）。
蔵書数は時期によって異なるが、幕末の元治年間に編纂された『元治増補御書籍目録』によれば11万3千950点で、うち65%が漢籍であったという。
なお、蔵書に蔵書印の類は一切使用されなかったといわれる。

## 書物奉行による徹底管理
歴代の書物奉行には深見有隣、高橋景保、近藤重蔵、林復斎らの学者も名を連ねており、文庫の貸借・管理のみならず、蔵書の鑑定・蒐集・目録の編纂などを行っていた。
保守作業として、天候や湿度に注意しつつ蔵書や資料を日光や風にさらす曝書（虫干し）が、毎年晩夏から秋にかけての数か月間大規模に行われた。また、蔵書は本箱に収められて保管され、破損した書籍の補修もしばしば行われた。このような徹底した管理が行われたため、蔵書の保存状態は極めて良好で、発刊当時の書物の雰囲気がそのまま保存された。
これら書物奉行らの実務の記録は、『御書物方日記』として残されている。令和5年（2023年）年現在、宝永3年（1706年）から安政4年（1857年）までの152年間分の記録・225冊が伝わっており、一部が『大日本近世史料 幕府書物方日記』として刊行されている。また文庫内の蔵書の変遷については、その伝来・由緒とともに『御書籍来歴志』に記されている。